# Cosimo La Penna
Cosimo La Penna (Campi Salentina, 21 marzo 1924 – Asti, 27 febbraio 1993) è stato un calciatore italiano, di ruolo terzino.

## Carriera
Nato in Puglia ma cresciuto nelle giovanili della formazione friulana della Pro Cervignano, nell'immediato dopoguerra (dal 1946 al 1948) disputa due campionati di Serie B con la SPAL, imponendosi da titolare nella seconda stagione (23 presenze all'attivo).
Nell'estate 1948 si trasferisce alla Sampdoria, con cui esordisce in Serie A il 17 ottobre 1948 in occasione dello storico Derby della Lanterna vinto dai blucerchiati sul Genoa per 5 a 1, tuttora la vittoria più netta in assoluto nella storia delle stracittadine genovesi. Nell'intera stagione 1948-1949 La Penna colleziona 15 apparizioni in campionato sostituendo in caso di indisponibilità i terzini titolari Ballico e Zorzi.
Nell'annata successiva le presenze in campionato diminuiscono fino a 4 e a fine stagione viene ceduto in prestito alla Cremonese dove disputa da titolare il campionato di Serie B 1950-1951, concluso dai grigiorossi al ventesimo e penultimo posto. Torna a Genova per la stagione 1951-1952 senza scendere in campo, quindi  si trasferisce alla Massese in IV Serie, dove resta due stagioni. Nell'estate 1954 fa nuovamente ritorno in blucerchiato, dove disputa due incontri del campionato di Serie A 1954-1955, prima di tornare a Massa e quindi trasferirsi ad Asti, per chiudervi la carriera agonistica allenato dall'ex nazionale Piccaluga giocando titolare e rimanendo in città sino alla morte per infarto.
In carriera ha collezionato complessivamente 21 presenze in Serie A e 64 presenze in Serie B.